# توماس شانكالاي
توماس تشانكالاي أو بما يسمى ( تشانكا ) (مواليد 1 يناير 1999) هو لاعب كرة قدم أرجنتيني يلعب في مركز الجناح لعب سابقاً في نادي الوصل الإماراتي.